# De Krookfilm
Heer Bommel en de Krookfilm (in boekuitgaven/spraakgebruik verkort tot De Krookfilm) is een verhaal uit de Bommelsaga, geschreven en getekend door Marten Toonder. Het verhaal verscheen voor het eerst op 14 februari 1973 en liep tot 16 mei van dat jaar.
Het thema is het maken van een natuurfilm.

## Samenvatting
Doddeltje zou het best leuk vinden als heer Ollie een beetje meer op de voorgrond zou treden, iets met televisie of zo. Met Tom Poes gaat hij op zoek naar avontuur en het plaatsje Kilkrook in de Zwarte Bergen, waar eigenaardige dingen schijnen te gebeuren. Dat blijkt: wegwijzers wijzen het moeras in, voertuigen lopen schade op en alles duidt er op dat Kilkrook vooral niet door vreemdelingen gevonden dient te worden. Behalve door Tom Poes en heer Ollie, die dansend in een regenboog een muntje vindt en het in zijn zak stopt. Ongedeerd bereiken ze het plaatsje.
In Kilkrook maakt hij kennis met de Moonkrook, die dit alles veroorzaakt, en dit maakt zo'n indruk op heer Ollie dat, eenmaal terug op Bommelstein, hij besluit een film over het gebied te maken en zich zo wat meer te profileren. Hij vindt regisseur Pim Paskant en zijn crew bereid om de film te maken en ondanks tegenwerpingen van Tom Poes gaat de karavaan op weg.
Omdat het door de Moonkrook geschonken geluk alleen heer Ollie betreft, verloopt de expeditie rampzalig en ook de optimistisch gestemde heer ontkomt er ten slotte niet aan wanneer hij het muntje kwijtraakt en uiteindelijk verliest aan de Moonkrook zelf, die hem niet meer vertrouwt. Met veel moeite zijn er dan wel wat opnamen gemaakt, maar het is allemaal niet om over naar huis te schrijven.
Heer Ollie besluit dan ook na de moeizame terugkeer zich terug te trekken voor een eenzaam leven. Dan blijkt de kunde van de technici uit Paskants crew, want de film krijgt lovende kritieken en heer Ollie als producent krijgt zodoende toch nog wat eer van zijn werk en vindt dat hij zich ook wel weer aan Doddeltje kan vertonen.

## Voetnoot
1. ↑  https://resolver.kb.nl/resolve?urn=ddd:010461307:mpeg21:a0080 77 strips in de Amigoe di Curacao
2. ↑  Een voorstudie voor the Blair Witch Project uit 1999.